# Saprolegnia
|  | Dieser Artikel wurde aufgrund von formalen oder inhaltlichen Mängeln in der Qualitätssicherung Biologie zur Verbesserung eingetragen. Dies geschieht, um die Qualität der Biologie-Artikel auf ein akzeptables Niveau zu bringen. Bitte hilf mit, diesen Artikel zu verbessern! Artikel, die nicht signifikant verbessert werden, können gegebenenfalls gelöscht werden. Lies dazu auch die näheren Informationen in den Mindestanforderungen an Biologie-Artikel. |

Saprolegnia, auch „Wasserschimmel“ oder „Fischschimmel“ ist eine Gattung der Eipilze. Die Arten leben im Wasser auf toten Pflanzen und Tieren, parasitieren jedoch auch auf geschwächten Fischen und haben dann ein wattebauschartiges Aussehen.
Saprolegnia toleriert einen Temperaturbereich von 3 bis 33 °C, fühlt sich jedoch bei niedrigeren Temperaturen wohler. Saprolegnia ist unter dem Mikroskop aufgrund der langen, durchsichtigen Hyphen relativ leicht zu erkennen.
Mithilfe von DNA-Analysen können taxonomische Gruppen (MOTUs) differenziert werden, womit ermöglicht ist, Arten zu definieren. Damit konnten 18 Arten bestätigt und weitere 11 potenzielle Arten identifiziert werden.

## Beispiele

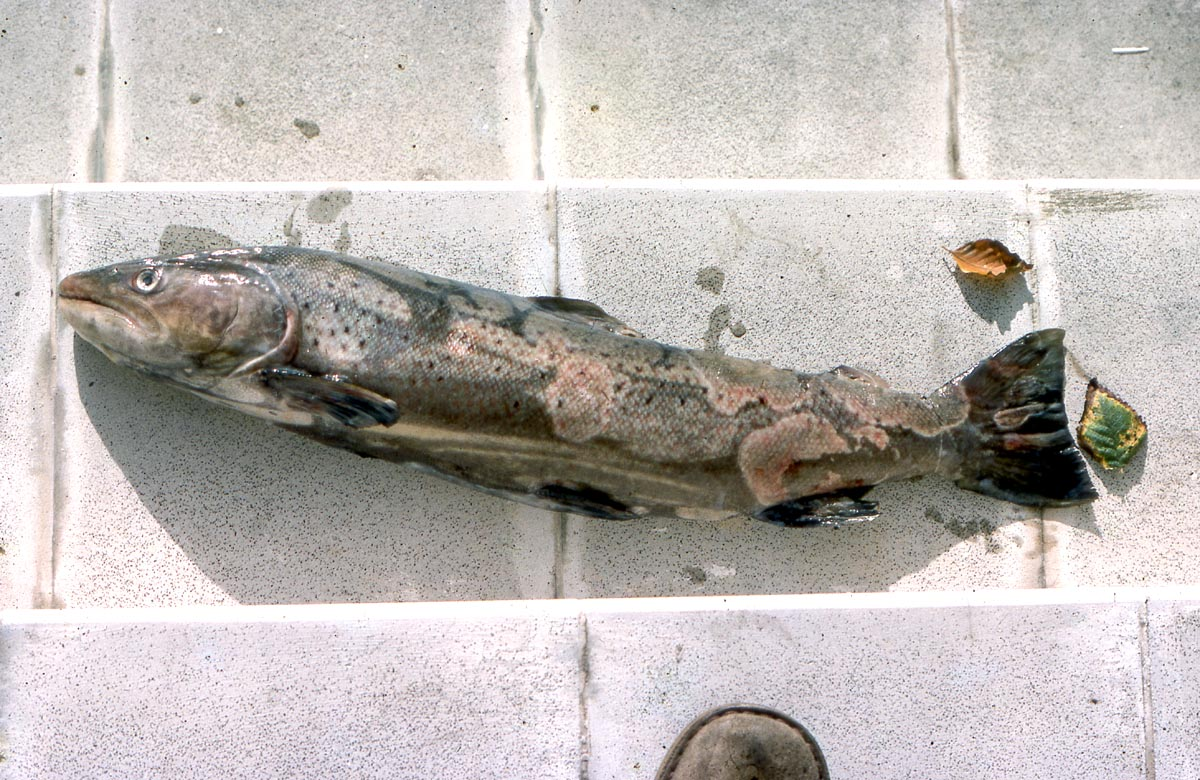
An Saprolegnia verendete Meerforelle
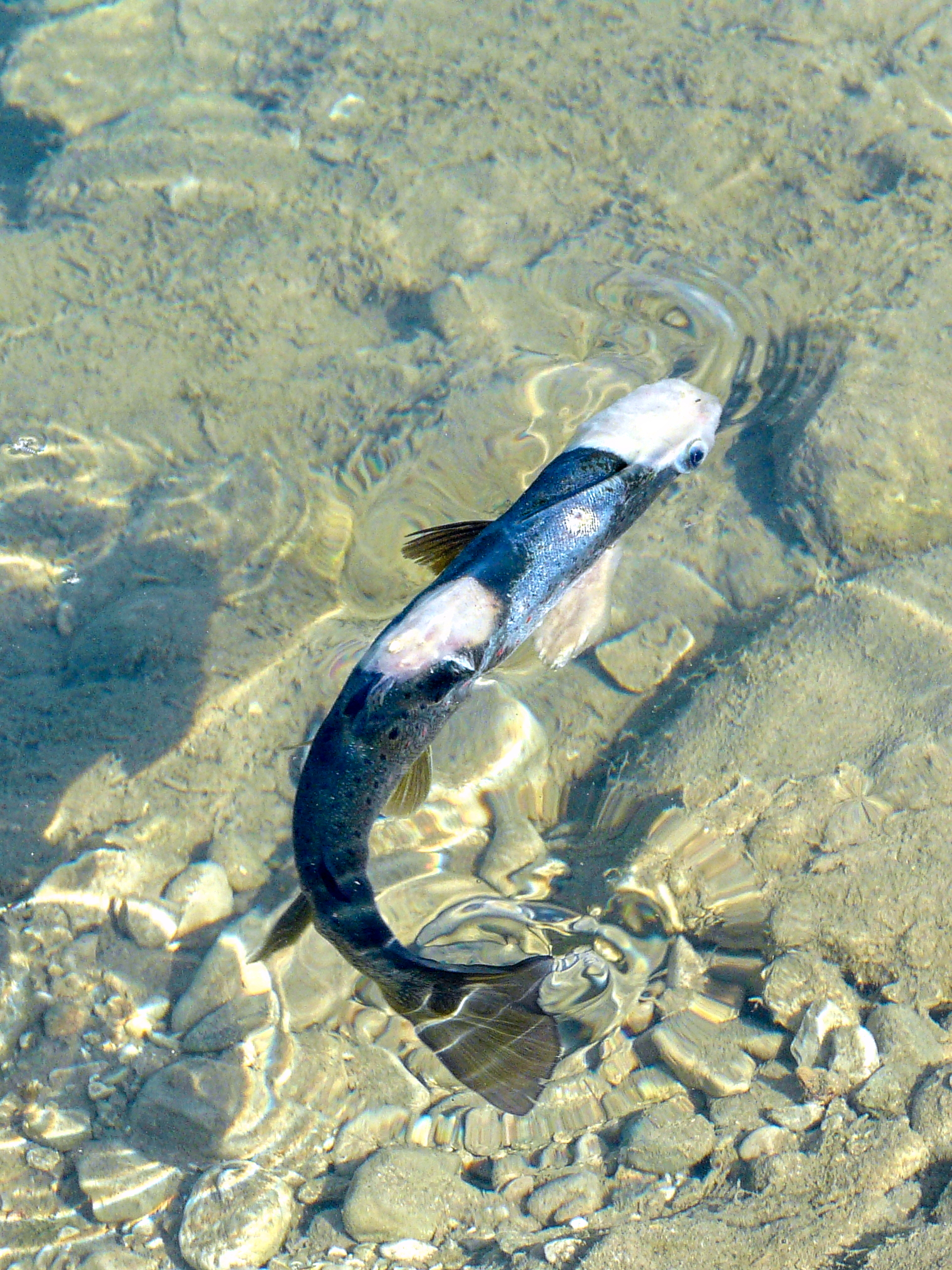
Aktuell befallene Forelle